# Гайсер, Саша
Саша Гайсер (словен. Saša Gajser; 11 февраля 1974, Марибор, СФРЮ) — словенский футболист, игравший на позиции полузащитника. Участник чемпионата Европы 2000 и чемпионата мира 2002 в составе сборной Словении.

## Клубная карьера
Воспитанник клуба «Алюминий». Свою профессиональную футбольную карьеру Саша начал в «Мариборе». За три сезона, проведённых в клубе сыграл 17 матчей и забил один гол. После этого играл во Второй лиге за «Драву» и «Железничар» из Любляны. В 1996 году Гайсер перешёл в «Нафту» и отыграл там один сезон. В 1997 году подписал контракт с «Рударом», в составе которого выиграл Кубок Словении в 1998 году. В 1999 году перебрался за границу, в бельгийский «Гент». Завершил спортивную карьеру в 2003 году в «Олимпиакосе» из Никосии.

## Международная карьера
В национальной сборной дебютировал 6 февраля 1999 года в матче против сборной Швеции (0-2). Участник Евро 2000 и ЧМ 2002. Всего за сборную Словении провёл 27 матчей и забил 1 гол.

### Голы за сборную
Счёт и результат для Словении показан первым.
| # | Дата       | Место                | Соперник | Счёт | Результат | Соревнование      |
| - | ---------- | -------------------- | -------- | ---- | --------- | ----------------- |
| 1 | 1999-02-08 | Султан Кабуз, Маскат | Оман     | 2:0  | 7:0       | Товарищеский матч |

## Достижения
«Рудар»
- Обладатель Кубка Словении (1): 1998